# پرویز آبنار
پرویز آبنار (زادهٔ ۲۸ تیر ۱۳۳۷ در مسجدسلیمان) صدابردار و صداگذار فیلم‌های سینمایی اهل ایران است.

## زندگی هنری
آبنار فارغ‌التحصیل از مدرسه عالی سینما است. وی نخستین کار حرفه‌ای خود را با فیلم آن سوی آتش به کارگردانی کیانوش عیاری تجربه کرد.
وی مدیریت استودیو عروج فیلم را عهده‌دار است که عملیات صداگذاری و میکس فیلم‌ها در آن به صورت دیجیتال Pro Toob HD انجام می‌شود.

## فیلمشناسی

### صدابردار
1. بی خداحافظی (۱۳۹۰)
2. ورود آقایان ممنوع (۱۳۸۹)
3. پوپک و مش ماشاالله (۱۳۸۸)
4. بیداری (۱۳۸۷)
5. لالایی (۱۳۸۷)
6. چند روز بعد (۱۳۸۵)
7. سه زن (۱۳۸۵)
8. بر باد رفته (۱۳۸۴)
9. شب‌های روشن (۱۳۸۱)
10. واکنش پنجم (۱۳۸۱)
11. ایستگاه متروک (۱۳۸۰)
12. خانه‌ای روی آب (۱۳۸۰)
13. خواب سفید (۱۳۸۰)
14. زیستن (۱۳۸۰)
15. نیمه پنهان (۱۳۸۰)
16. رقص با رؤیا (۱۳۷۹)
17. بوی کافور، عطر یاس (۱۳۷۸)
18. دختران خورشید (۱۳۷۸)
19. داستان‌های جزیره (اپیزود سوم، باران و بومی) (۱۳۷۷)
20. بانوی اردیبهشت (۱۳۷۶)
21. فصل پنجم (۱۳۷۵)
22. عاشق فقیر (۱۳۷۴)
23. خلع سلاح (۱۳۷۳)
24. روسری آبی (۱۳۷۳)
25. تماس شیطانی (۱۳۷۱)
26. دخترک کنار مرداب (۱۳۶۸)
27. چون باد (۱۳۶۷)
28. پرنده کوچک خوشبختی (۱۳۶۶)

### صدابردار صحنه
1. هزاران زن مثل من (۱۳۷۹)
2. دختری با کفش‌های کتانی (۱۳۷۷)
3. دو زن (۱۳۷۷)
4. روزی که هوا ایستاد (۱۳۷۶)
5. عشق گمشده (۱۳۷۵)
6. معجزه خنده (۱۳۷۵)
7. بانی چاو (۱۳۷۴)
8. غزال (۱۳۷۴)
9. زینت (۱۳۷۲)
10. خسوف (۱۳۷۱)
11. یک مرد یک خرس (۱۳۷۱)
12. مرغابی وحشی (۱۳۷۰)
13. نرگس (۱۳۷۰)
14. نیاز (۱۳۷۰)
15. پرده آخر (۱۳۶۹)
16. آن سوی آتش (۱۳۶۶)

### صداگذار
1. بی خداحافظی (۱۳۹۰)
2. آخرین سرقت (۱۳۸۹)
3. بدون اجازه (۱۳۸۹)
4. قبرستان غیرانتفاعی (۱۳۸۹)
5. ورود آقایان ممنوع (۱۳۸۹)
6. چند روز بعد (۱۳۸۵)
7. سه زن (۱۳۸۵)
8. پرونده هاوانا (۱۳۸۴)
9. زاگرس (۱۳۸۴)
10. هوو (۱۳۸۴)
11. جایی برای زندگی (۱۳۸۳)
12. کافه ستاره (۱۳۸۳)
13. شمعی در باد (۱۳۸۲)
14. رقص با رؤیا (۱۳۷۹)
15. زینت (۱۳۷۲)
16. نرگس (۱۳۷۰)

### صداگذاریومیکس
1. پوپک و مش ماشاالله (۱۳۸۸)
2. صداها (۱۳۸۷)
3. سفر به سرزمین دور (۱۳۸۶)
4. ژانی گه‌ل (۱۳۸۵)
5. شام عروسی (۱۳۸۴)
6. بوتیک (۱۳۸۲)
7. داستان ناتمام (۱۳۸۲)
8. این زن حرف نمی‌زند (۱۳۸۱)
9. تهران ساعت ۷ صبح (۱۳۸۱)
10. دیوانه ای از قفس پرید (۱۳۸۱)
11. گاوخونی (۱۳۸۱)
12. زیستن (۱۳۸۰)
13. هزاران زن مثل من (۱۳۷۹)
14. بوی کافور، عطر یاس (۱۳۷۸)
15. دختران خورشید (۱۳۷۸)
16. دو زن (۱۳۷۷)
17. بانوی اردیبهشت (۱۳۷۶)
18. عشق گمشده (۱۳۷۵)
19. بانی چاو (۱۳۷۴)
20. خلع سلاح (۱۳۷۳)
21. روسری آبی (۱۳۷۳)
22. چون باد (۱۳۶۷)

### امور فنی صدا
1. رابطه (۱۳۶۵)